# Toss (은행)
Toss(한국어: 토스)는 대한민국의 스타트업인 비바리퍼블리카가 개발한 송금 서비스 앱이다. 이 앱은 공인인증서나 보안 매체 없이 앱을 통해 빠르고 손쉽게 송금이 가능하도록 만들었다. Toss를 운영하고 있는 비바리퍼블리카는 보안과 관제 시스템에 대한 금융감독원의 실사와 금융위원회의 승인을 통해 전자 금융업으로 공식 등록된 업체이다. 비바리퍼블리카는 하나은행과의 독점 계약을 체결하여, 토스뱅크(Toss Bank) 서비스를 제공하고 있다. 이 앱은 본인 명의의 스마트폰을 소유한 만 7세 이상의 대한민국 국민이라면 토스유스를, 만 14세 이상의 대한민국 국민은 일반토스를 이용할 수 있다.

## 사용 방법
은행계좌를 한 번 등록하면 그 다음부터는 인증서나, OTP(보안카드) 없이도 핸드폰에서 비밀번호만 입력하면 바로 돈을 보낼 수 있다. 최근에는 복합 계좌 등록이 가능해져 여러 계좌들을 등록시킬 수 있다.
문자 내용을 외우거나 부분적으로 복사할 필요 없이 문자 내용 전체를 복사하면 복사한 보낼 은행, 계좌, 보낼 금액까지 한 번에 자동 입력할 수 있다.
비밀 번호를 외울 필요 없이 지문 인식(Touch ID)으로 터치 한 번에 송금할 수 있다. Touch ID는 아이폰 8.0 이상, 안드로이드 6.0이상의 OS가 필요하며 기기에 지문 인식 모듈이 설치되어 있어야 한다. 휴대폰에 본인 지문을 등록한 후 Toss 앱 설정에서 터치 ID설정 활성화 처리하면 사용 가능하다.
송금할 때 수신자의 계좌 번호를 모른다면 주소록 내 이름을 선택하거나 전화번호를 입력해서 송금 링크가 담긴 문자메시지를 발송해 연락처만으로 송금할 수 있다. 문자 송금 시, 발신자가 돈을 받을 사람의 이름을 직접 지정한다. 발신자가 지정한 이름과 수신자가 입력하는 계좌번호 계좌주명이 일치하지 않으면 거래가 이루어지지 않는다. 또한, 부정한 방법으로 입금받기를 시도할 경우 해당 거래는 자동으로 취소된다. 이 경우 보내려고 했던 돈은 전액 안전하게 환급된다.
‘돈 받기’ 서비스 내에서 더치페이 기능을 사용하면 더치페이 금액과 인원수에 따라 자동으로 금액이 분배되고 메시지 전송으로 송금을 요청할 수 있다.
Toss는 1일 최대 50만 원, 월 500만 원까지 송금이 가능하며 미성년자의 경우 1일 최대 30만 원, 월 100만 원까지 가능하다. 수수료는 어느 은행에서든 월 5회는 무료이다. Toss 주계좌 채우기는 월 3회 무료, Toss 주계좌를 통한 송금 시 무한정 무료이다.
2021년 10월 5일부터 영업을 시작한 토스뱅크는 별도의 앱이 없고, Toss 앱에 내장되어 있는 형태로 실행된다.

## 작동 방식
발신자가 수신자에게 송금할 때 Toss는 매달 자동으로 빠져나가는 기부금, 정기예금, 공과금 등이 같은 은행 자동 출금 시스템을 사용한다. Toss의 운영 회사인 비바 리퍼블리카가 발신자의 등록 계좌에서 은행자동출금(CMS) 시스템을 통해 보낼 금액을 출금한다. 이 때, 출금한 금액이 비바 리퍼블리카 계좌로 들어간다. 비바 리퍼블리카 계좌로 들어온 해당 금액을 수신자의 계좌로 보낸다.
Toss 비회원에게 송금할 때는 송금 링크가 담긴 메시지를 문자나 메신저를 통해 발송한다. Toss 앱 설치 없이도 메시지로 전달 받은 링크를 통해 은행과 계좌번호를 입력하면 즉시 입금 받을 수 있다. 발신자는 수신자의 실명을 정확히 입력해야만 인증이 가능하고 암호 입력 후 ‘송금 링크’가 담긴 메시지를 발송해야 한다. Toss 비회원인 수신자가 메시지를 받았어도 계좌를 입력하지 않으면 발신자의 통장에서 출금되지 않는다. 또한 송금 링크 메시지를 받은 수신자는 메시지를 받은 후 3시간 이내에 계좌를 입력해야 만 송금 받을 수 있다. 단, 올원뱅크, 써니뱅크, 하나멤버스는 송금 시작 된 24시간 이후 출금계좌나 Toss 주계좌로 환급 받는다.

## 서비스

### 돈 받기
돈 받기 서비스는 사용자가 상대방에게 이체 받아야 할 금액을 요청해주는 서비스이다. 연락처를 추가한 후 주소록 내 Toss 회원을 검색하거나 전화번호를 직접 입력해 요청할 금액과 메시지를 입력한 후 요청하기를 누르면 상대방에게 입금을 요청하는 연락이 간다. Toss 사용자라면 Toss 앱 내에서 입금 요청 알림이 뜨고 비사용자라면 입금 계좌번호, 보낼 금액, 상세 내역을 알지 못하므로 메신저를 통해 받을 금액 및 입금 계좌 정보가 담긴 메시지를 전송한다. 메시지는 카카오톡, 문자메시지, Messenger(페이스북 앱), Gmail로 전송 가능하며 메시지 안에는 입금 요청자가 쓴 메시지 내용, 보낼 금액, 보내야 하는 계좌, 사람 이름과 ‘Toss로 즉시 입금하기’라는 Toss 앱 다운 링크가 포함되어 있다.
돈 받기 서비스 안에 있는 더치페이 기능을 사용하면 더치페이 금액과 인원수에 따라 자동으로 금액이 분배되고 메시지 전송으로 송금을 요청할 수 있다. 이 기능을 사용하려면 서비스 카테고리 내 돈 받기 서비스에서 더치페이를 눌러야 한다. 더치페이 화면 내에서 더치페이 할 금액을 입력하고 더치페이 할 사람을 연락처를 선택하거나 직접 연락처 입력을 통해서 추가한다. 그 후 메시지를 입력하고 요청하기를 누르면 Toss 회원에겐 Toss 앱 알람이 울린다. 비회원에게는 문자와 메신저 앱 (카카오톡, Gmail)을 통해 입금 요청을 보낸다.

### 신용 관리
Toss 어플은 KCB 올크에딧과 계약을 체결해 신용정보 조회 서비스를 Toss가 무료로 제공하고 있다. 사용자의 신용도는 신용정보를 조회해도 아무런 영향이 없다. 이 서비스의 비용은 Toss가 부담하며 신용정보 조회는 만 23세 이상 사용자들만 가능하다. Toss 서비스 탭에서 신용관리를 클릭하고 약관 동의를 하면 바로 자신의 등급과 신용 평점이 계산되어 나온다. 이 때 사용자들은 조회 내역, 변동 내역, 카드 보유 현황, 대출 현황 등을 확인할 수 있다. 첫 신용정보 조회를 한 뒤 나중에 다시 진행할 때는 약관 동의 절차 없이 암호만 입력하면 확인이 가능하다.

### Toss QR
Toss QR은 가게에서 현금을 받기 위해 계좌이체를 할 때 계좌번호를 일일이 부르지 않고 QR코드를 이용해 간편하게 계좌이체를 하는 서비스이다. Toss 앱 메인화면에서 오른쪽 하단에 있는 Toss QR 아이콘을 선택하면 QR코드를 인식하는 화면이 나온다. Toss QR은 QR코드 인식으로 한 번에 계좌와 예금주 정보가 앱에 입력된다. 서비스 탭에서 Toss QR코드 발급 신청을 누른 후 은행과 계좌번호를 입력하고 QR코드 만들기를 누르면 바로 QR코드가 만들어진다.

### 환전
환전 서비스는 Toss에서 서로 다른 종류의 화폐를 교환하는 것으로 이 서비스는 공인인증서 없이 암호와 지문인증으로 즉시 신청이 완료된다. 사용자가 원하는 외화를 보유한 은행 지점을 찾을 필요 없이 Toss가 찾아주고 환전 우대 쿠폰이 없어도 언제나 우대를 받을 수 있다. 이 서비스는 Toss 사용자라면 누구든지 1년 365일 신청 가능하고, 사용자는 최고 80%의 우대율로 간편하게 환전 신청을 할 수 있으며 전국 KB국민은행 지점에서 수령할 수 있다. 환전 업무에 대한 책임은 KB국민은행이 가진다. 통화별 기본 우대율은 최대 50%, 최소 20%이고 이벤트 기간까지 이벤트 우대율은 최대 80%, 최소 40%이다. 상기 환율 우대율은 토요일 및 공휴일에도 동일하게 적용된다. 자세한 통화별 우대율과 통화별 거래단위는 Toss 앱 환전 서비스 내에서 확인할 수 있다.

### 해외여행보험
해외여행보험서비스는 한화손해보험, 인바이유가 함께 제공하며 공인인증서 없이 즉시 가입 가능하고 보험료도 Toss로 바로 결제 가능하다. 이 서비스는 Toss 회원 본인 명의로만 가입할 수 있고 여행 제한/금지 지역 여행 시 가입 불가하다. 가입 전 상세한 보장내용과 보상청구 방법을 확인하는 것은 보상내용 확인하기를 클릭해 확인할 수 있다. 개인정보 제공 동의를 한 후, 보험 가입 신청을 누르고 여행 일정과 가입자 정보를 입력하면 보험료를 확인할 수 있다.

### 선물하기
선물하기 서비스는 카카오톡의 선물하기와 유사한 방식으로 구매할 선물과 수량을 선택 후 결제하는 방식이다. 선물과 수량을 선택한 후 결제하기를 클릭하면 Toss를 통해 출금계좌를 선택하고 바로 결제할 수 있다. 나의 구매 내역에서 사용자가 구매한 선물을 원하는 상대방에게 선물하거나 직접 바코드를 다운받아 사용할 수 있다. 결제 후 Toss에서 메시지가 오며 상품명, 결제처, 결제금액, 결제 계좌를 확인 할 수 있다. 메시지에는 전체 결제 내역 확인 링크가 담겨있고 위 결제를 본인이 진행하지 않았을 시 문의할 수 있는 고객센터 전화번호도 담겨있다. 나의 구매 내역에서 친구에게 선물하기를 눌렀을 때 카카오톡으로 공유 대상을 선택해 선물 받기 메시지를 보낸다. 선물 받기를 클릭하면 바코드 이미지를 저장하여 선물을 사용할 수 있다.

### 현금 적립
현금 적립 서비스는 다양한 앱을 체험하고 현금을 받을 수 있는 서비스이다. 앱을 설치하거나 실행하고 미션을 달성하는 등의 방식으로 앱을 체험한다. 이 서비스를 통해 현금 적립이 된 내역은 Toss 주계좌에서 확인할 수 있다. 앱을 누르면 미션을 볼 수 있고 미션을 달성한 후에 확인 받은 후 5분 내로 현금이 지급된다.

### 문화상품권 구매
문화상품권 구매 서비스는 만 원, 5만 원, 10만 원짜리의 문화상품권을 살 수 있는 서비스이다. 사용자가 구매할 종류와 수량을 선택한 뒤 구매하기를 눌러 결제한 후 사용자의 결제한 휴대폰 번호로 핀 번호가 담긴 문자 메시지가 5분에서 10분 내로 발송된다.

### 틴 캐시
틴 캐시는 문화상품권과 유사한 서비스로 만, 3만, 5만 원짜리의 틴 캐시를 살 수 있는 서비스이다. 사용자가 구매할 종류와 수량을 선택한 후 구매하기를 눌러 결제한 후 사용자의 결제한 휴대폰 번호로 핀 번호가 담긴 문자 메시지가 5분에서 10분 내로 발송된다. 틴 캐시는 1만 원짜리 개별 구매가 아니라 3만 원권, 5 만원권 구매 시 2% 할인해준다.

### 기부
기부 서비스는 Toss 사용자가 뜻 깊은 기부 활동에 참여할 수 있도록 비바 리퍼블리카(Toss 운영사)와 세이브 더 칠드런 코리아가 함께 제공한다. 기부하기 서비스로 모인 기부금은 세이브 더 칠드런을 통해 국내 및 전 세계 아동을 돕는 구호 활동에 사용된다. 기부금 결제 과정과 관련된 문의, Toss 앱과 관련된 문의는 Toss 고객센터로 문의를 하면 된다. 기부금은 기부 완료 후 환불이 불가능하고 기부금 사용과 관련된 문의는 세이브 더 칠드런 코리아의 홈페이지나 이메일로 할 수 있다.와 함께 진행되는 서비스이다. 기부하기 서비스로 기부 영수증 발급 가능하다.

### 미션 계좌
미션 계좌는 자신의 돈을 모으기 목표를 위해 활용하는 가상 계좌 시스템이다. 내 계좌에서 미션 계좌 만들기를 클릭한 후 목표를 설정하고 모으는 방법을 선택한다. 목표 금액 설정하고 모으기는 목표 금액과 일을 정하고 모으는 방식으로 자동 채우기 옵션으로 매달 일정 금액을 채울 수 있다. 목표 없이 매달 모으기는 목표 금액을 설정하지 않고 매달 일정 금액을 미션 계좌에 채우는 방식이다. 정하지 않고 계좌 만들기는 목표 금액, 일을 설정하지 않고 바로 계좌를 만드는 방식이다. 목표를 정하게 될 경우 얼마를 목표로 모을지 입력하고 언제까지 달성할지 탭하여 목표일을 선택한다. 그 후, 미션계좌의 이름, 금액과 설정을 확인하고 자동 채우기 설정, 매달 채울 금액, 출금 계좌와 예정일을 정할 수 있다. 또한 절제 모드는 목표 달성까지 출금을 절제하는 것으로 목표를 달성할 때까지 해당 계좌에서 출금하지 않고 출금을 해야 한다면 계좌 미션 변경에서 수정할 수 있다.

## 토스뱅크 체크카드
하나카드와 독점 계약을 체결하여, 2021년 10월에 정식으로 발급을 개시한 토스뱅크 체크카드는 레몬 블루, 오렌지 밀크, 나이트 핑크, 퍼플 그린 색상 중 선택이 가능하며, 국내외겸용인 마스터카드가 기본적으로 제공된다. 하나카드의 전산망을 기반으로 하기 때문에, 만 17세 이상, 주민등록증과 토스뱅크 계좌를 갖고 있는 고객 중 후불 교통 카드 기능은 만 18세 이상 고객만 선택 및 신청할 수 있으며, 별도의 신용 심사 절차를 적법하게 거치는 것으로 원칙으로 한다. 다만, 토스뱅크 체크카드를 위탁 발행하는 하나카드 정책에 따라 대중교통의 청소년 할인은 적용되지 않는다.

## 보안
Toss는 미국 국방부와 글로벌 IT기업이 채택하는 강력한 보안 솔루션을 도입했고 보안과 관제 시스템에 대해서 금융감독원의 실사와 금융위원회의 승인을 받았다. 이용자들의 정보는 미국 은행 수준(AES256)으로 암호화되어 안전하게 지켜진다. 거래 데이터가 오가는 통신 전 구간은 외부에서 접근할 수 없도록 2개의 암호화 과정을 거친다.
2017년 5월 23일 Toss 운영사인 비바 리퍼블리카는 정보보호 분야 국제 표준 인증인 정보보호경영시스템 ISO 27001 인증을 획득했다. 국제표준화기구(ISO)가 인증하는 ISO 27001은 정보보호 정책, 물리 보안 등 정보보호 관리 영역을 14개 분야와 114개 세부 항목으로 나눠 공인 심사위원의 심사를 거쳐 부여한다. ISO 27001 인증 취득은 정보 유출이나 내·외부 보안 위협에 효과적인 대응이 가능한 보안 체계를 갖추고 있어 안전한 것을 의미한다.
Toss는 Toss 이용자 본인만이 서비스를 이용할 수 있도록 체계화된 본인인증 과정을 거친다. ➀스마트폰 명의자와 ➁실 소유자, ➂Toss에 등록하는 계좌의 예금주가 동일한지 확인해 악의적인 가입을 막는다. 또 송금할 때마다 숫자와 영문자가 혼합된 암호를 사용한다. 해당 암호는 이용자 휴대전화나 서버 어디에도 저장되지 않아 외부 유출이 불가능하다. 만일 스마트폰을 분실할 경우, Toss 홈페이지를 통해 바로 계정 일시정지를 할 수 있다.
계좌번호, 개인정보 등과 같은 중요한 데이터는 외부에서 식별할 수 없도록 안전하게 암호화된다. 또한 이용자 휴대전화 단말기에서 서버에 이르기까지, 거래 데이터가 오가는 통신 전 구간은 2중 암호화된다. Toss는 승인된 사용자만이 거래 정보에 접근할 수 있는 인증서 전자서명 방식을 채택하고 있다. 공인인증서 원리와 마찬가지로, 거래 도중 데이터가 위조, 변조될 경우 거래 승인이 이뤄지지 않는다.

## 같이 보기
- 토스뱅크
- 하나카드
- 대한민국의 금융기관 목록
- 대한민국의 신용카드사 목록